# Pavonia anisaster
Pavonia anisaster là một loài thực vật có hoa trong họ Cẩm quỳ. Loài này được (Standl.) Fryxell mô tả khoa học đầu tiên năm 1977.